# Mark O'Brien (calciatore 1984)
Mark O'Brien (Dublino, 13 maggio 1984) è un calciatore irlandese, difensore del Drogheda United.

## Palmarès
- Campionato irlandese: 1

Shamrock Rovers: 2006